# Etanol
L'alcohol etílic, etanol o esperit de vi és un alcohol, de fórmula CH₃CH₂OH, que s'ha utilitzat habitualment en moltes cultures. Hi ha una gran varietat de begudes alcohòliques, que s'obtenen habitualment per fermentació de productes vegetals. Algunes de les més esteses són el vi i la cervesa.
És un líquid incolor i inflamable amb un punt d'ebullició de 78 °C. Es barreja amb aigua en qualsevol proporció i dona una barreja azeotròpica amb un contingut d'aproximadament el 96% d'etanol.
La fermentació del sucre en etanol fou una de les primeres reaccions orgàniques emprades per la humanitat. Els efectes intoxicants del consum d'etanol han estat coneguts des de fa mil·lennis. Avui en dia també es produeix etanol per un ús industrial a partir de subproductes de la refinació del petroli.
L'etanol té un ús estès com a dissolvent de substàncies per a contacte o consum humà, incloent-hi perfums, aromatitzants, colorants i medicaments. En la química és un dissolvent essencial i també una matèria primera per la síntesi d'altres productes. Té una llarga història com a combustible per fer calor i llum, així com a combustible per motors de combustió interna.
Des de l'antiguitat s'obtenia l'etanol per fermentació anaeròbica d'una dissolució amb contingut en sucres, amb llevat i posterior destil·lació. En el transcurs de la destil·lació cal rebutjar la primera fracció que conté principalment metanol, que es forma en processos secundaris. Encara avui, aquest és l'únic mètode admès per a obtenir etanol per al consum humà. No obstant això, per a usos industrials el mètode d'obtenció preferit és per hidratació de l'etilè (H₂C=CH₂)
Per a obtenir etanol lliure d'aigua es poden utilitzar dessecants com el magnesi que reacciona amb l'aigua formant hidrogen i òxid de magnesi, encara que és preferible aplicar la destil·lació azeotròpica en una barreja amb benzè o ciclohexà. D'aquestes barreges es destil·la a temperatures més baixes l'azeotrop, format pel dissolvent auxiliar amb l'aigua, mentre que l'etanol es queda retingut.

## Història

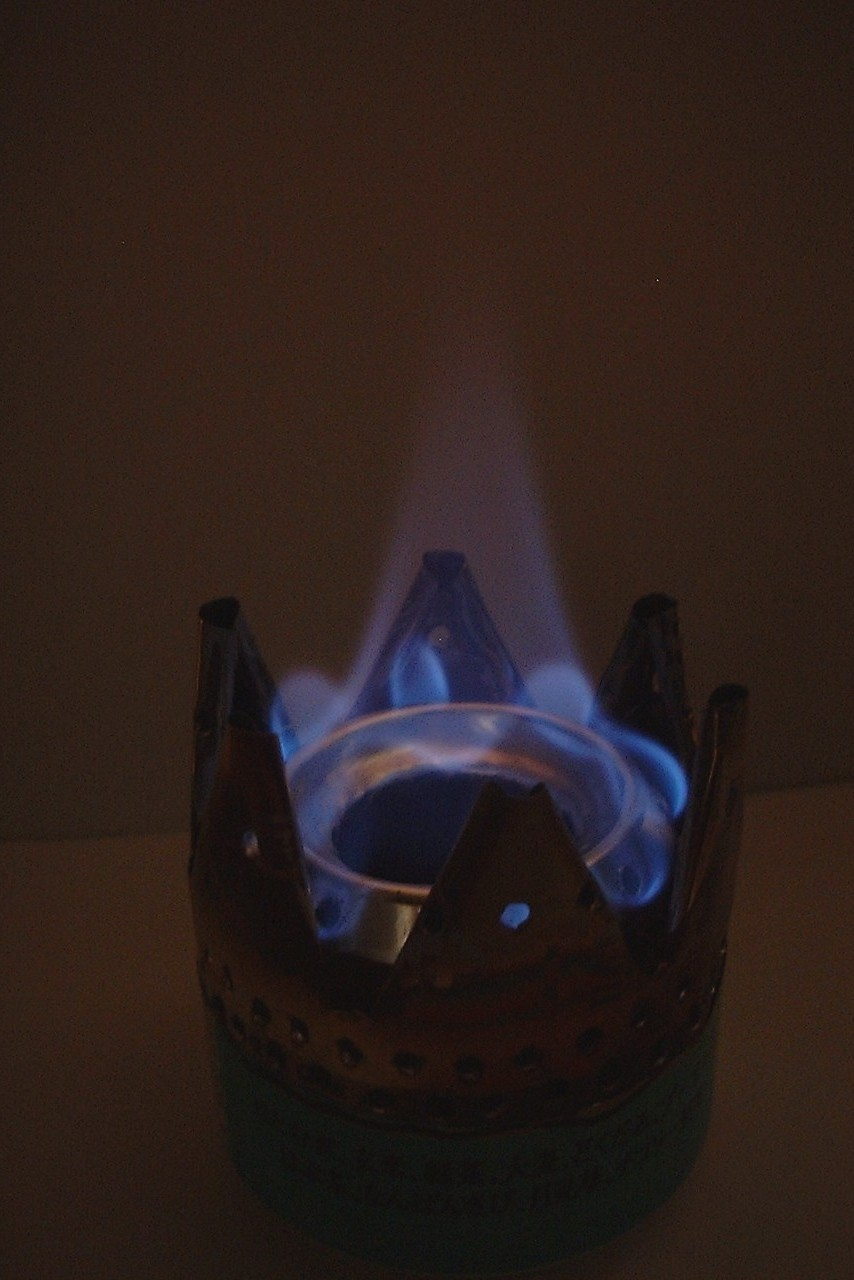
L'etanol utilitzat com a combustible per a un cremador

L'etanol ha estat utilitzat per l'home des de la prehistòria com l'ingredient intoxicant de begudes alcohòliques. Els residus secs en ceràmiques de 9000 anys d'antiguitat trobats a la Xina implica que les begudes alcohòliques ja eren utilitzades fins i tot entre els pobles neolítics. El seu aïllament com a compost relativament pur va ser assolit per l'alquimista persa Razés (865-925). Els alquimistes l'anomenaven aqua vitae.
Dos altres químics que van contribuir al desenvolupament de les tècniques de destil·lació foren Geber (Gabir ibn Hayyān al-Sūfī) i Al-Kindi (Alkindus). En escrits atribuïts a Geber (721-815) esmenta els vapors inflamables del vi bullit. Al-Kindi (801-873) descriu clarament la destil·lació de vi.
El 1796, Johann Tobias Lowitz va obtenir etanol pur per destil·lació de l'etanol a través de filtratge de carbó activat.
Antoine Lavoisier va descriure l'etanol com un compost de carboni, hidrogen i oxigen, i el 1808 Nicolas Théodore Saussure va determinar la fórmula química de l'etanol. Cinquanta anys més tard, A. Scott Coupe va publicar la fórmula estructural de l'etanol, i el situà entre els primers compostos als quals se'ls determinà la seva estructura química.
L'etanol va poder ser preparat de manera sintètica l'any 1826 gràcies als treballs realitzats de manera independent per Henry Hennel a Gran Bretanya i S.G. Sérullas a França. El 1828, Michael Faraday preparà etanol catalitzant-lo amb una hidratació àcida d'etilè, un procés similar al que fa servir actualment la indústria en la síntesi d'etanol.
Als Estats Units, l'etanol ja va ser utilitzat com a combustible en làmpades el 1840, però un impost que gravà l'alcohol industrial durant la Guerra Civil americana va provocar que aquest tipus d'ús fos poc econòmic. Aquest impost va ser derogat el 1906, i a partir del 1908 en endavant els automòbils Ford Model T va poder ser adaptats per a funcionar amb etanol. Amb l'adveniment de la Llei seca del 1920, els venedors de combustible d'etanol van ser acusats de ser aliats dels moonshiners, els destil·ladors il·legals d'alcohol, i el combustible d'etanol va caure un altre cop en desús fins ja a finals del segle xx.

## Magnituds i unitats de mesura en les begudes
La magnitud que mesura la concentració d'alcohol en les begudes és la graduació alcohòlica o, més tècnicament grau alcohòlic volumètric, sovint, però s'acostuma a abreujar com a volum o graduació.
La unitat antigament era el grau alcohòlic que s'expressava en les ampolles com una o en superíndex (°), actualment s'expressa simplement com a percentatge precedit per la paraula Volum o Vol.. Ambdues unitats són equivalents.

## Propietats físiques

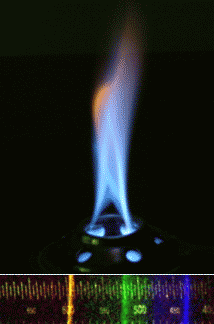
La crema d'etanol amb el seu espectre representat

L'etanol és un líquid volàtil i incolor que té una olor intensa molt característic. Quan es crema produeix una flama blava sense fum que no sempre és visible a la llum normal.
Les propietats físiques d'etanol es deriven principalment de la presència del seu grup hidroxil i la brevetat de la seva cadena de carboni. L'etanol del grup hidroxil és capaç de participar en la vinculació de l'hidrogen, que el converteix en més viscós i menys volàtil que altres compostos orgànics polars d'un pes molecular semblant.
L'etanol és un dissolvent versàtil, miscible amb aigua i amb molts dissolvents orgànics, inclosos els d'àcid acètic, acetona, benzè, el tetraclorur de carboni, cloroform, dietilèter, etilenglicol, glicerol, nitrometà, piridina, i toluè. També és miscible amb hidrocarburs alifàtics lleugers, com el pentà i l'hexà, i amb clorurs alifàtics com ara el tricloroetà i tetracloroetilè.
La miscibilitat de l'etanol amb l'aigua contrasta amb la d'alcohols de cadena més llarga, amb cinc o més àtoms de carboni; la barreja amb l'aigua disminueix de manera dràstica quan el nombre de carbonis augmenta. La barreja d'etanol amb alcans es limita als alcans per sobre l'undecanè, les barreges al dodecanè, i els alcans mostren una major franja de mescla per sota d'una determinada temperatura (aprox. 13 °C per al dodecanè). En la miscibilitat la franja tendeix a ser més àmplia amb alcans majors i la temperatura necessària per aconseguir la miscibilitat completa augmenta.
Les mescles d'etanol i aigua tenen menys volum que la suma dels seus components individuals en les fraccions donades. Mesclant volums iguals d'etanol i aigua dona com a resultat només 1,92 volums de mescla. La barreja d'etanol i aigua és exotèrmica. A 298 K fins aprox. 777 J/mol estan en llibertat.
L'etanol i l'aigua formen una mescla azeotròpica a aprox. 89% mol-mol d'etanol i 11% d'aigua, o una barreja de volum del 96% d'etanol i un 4% d'aigua, a pressió normal, i a T = 351 K. Aquesta mescla azeotròpica depèn molt estretament de la temperatura i la pressió existent, i s'esvaeix en temperatures per sota dels 303 K.

Propietats termofísiques de les mescles d'etanol amb aigua i dodecanè
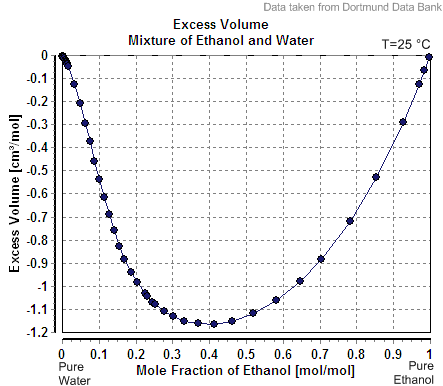
Excés de volum de la mescla d'etanol i aigua (contracció de volum)
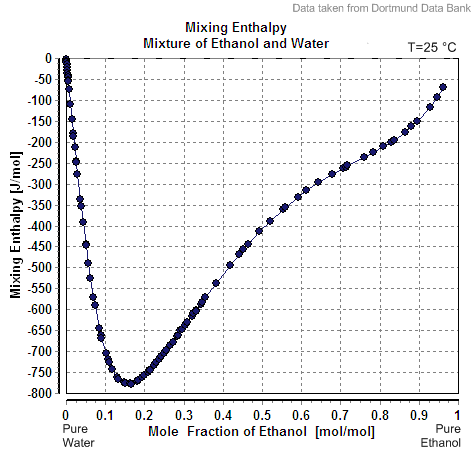
Calor de la mescla d'etanol i aigua
Equilibri líquid-vapor de la mescla d'etanol i aigua (incloses les azeotròpiques))
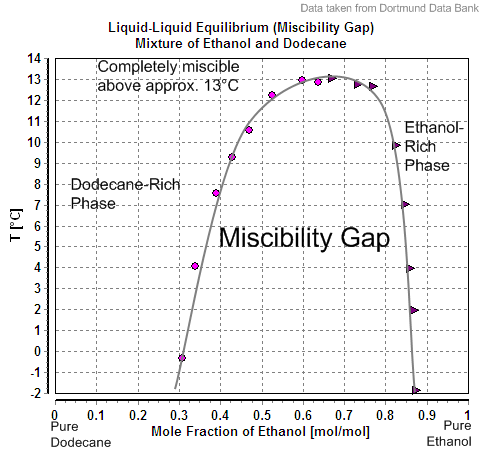
Diferència de miscibilitat en la mescla d'etanol i dodecanè

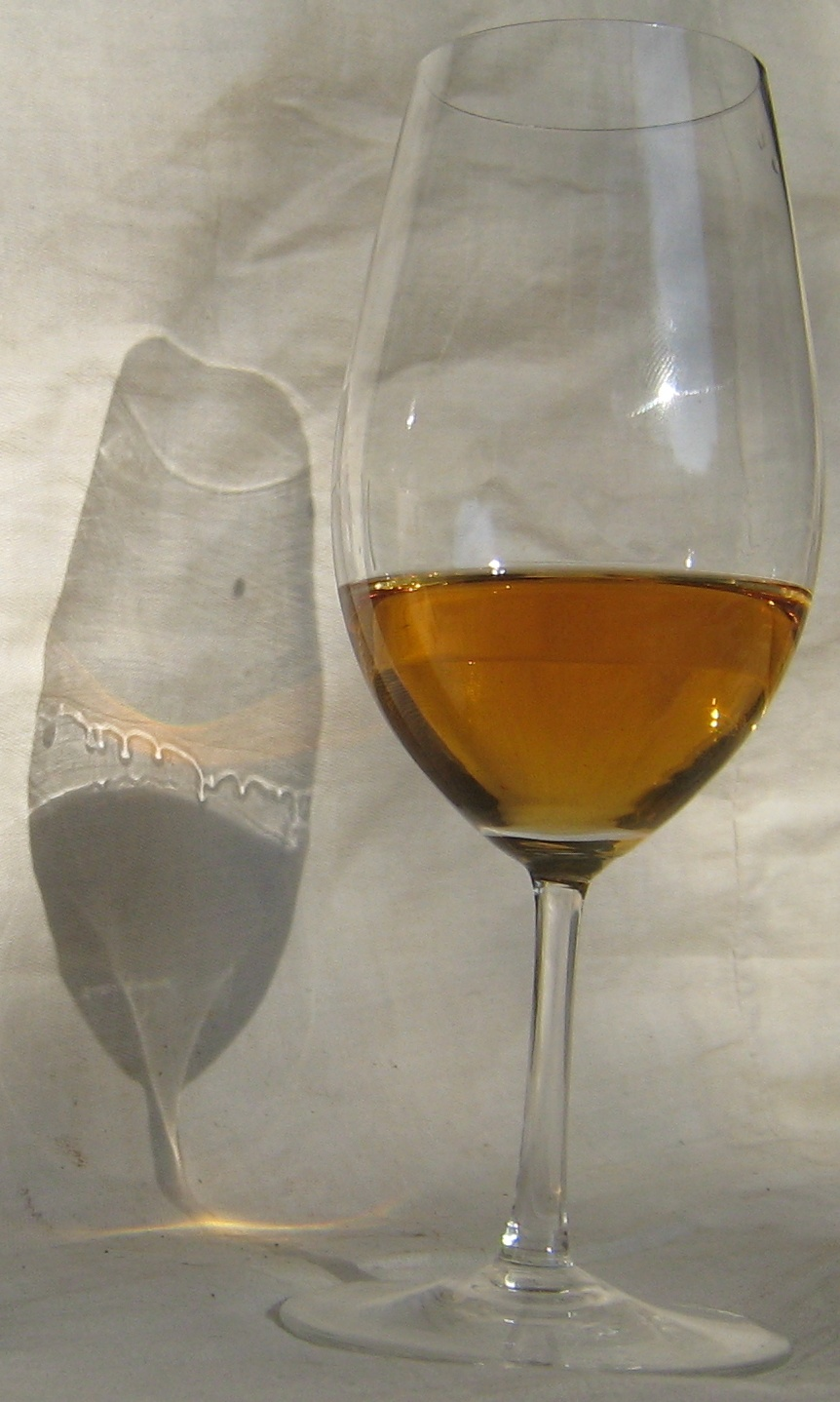
En l'ombra de la copa s'observen clarament les "llàgrimes del vi" fenomen en el que està implicat el contingut d'etanol del vi.

Els enllaços d'hidrogen provoquen que l'etanol pur sigui higroscòpics en la mesura que fàcilment absorbeix l'aigua de l'aire.

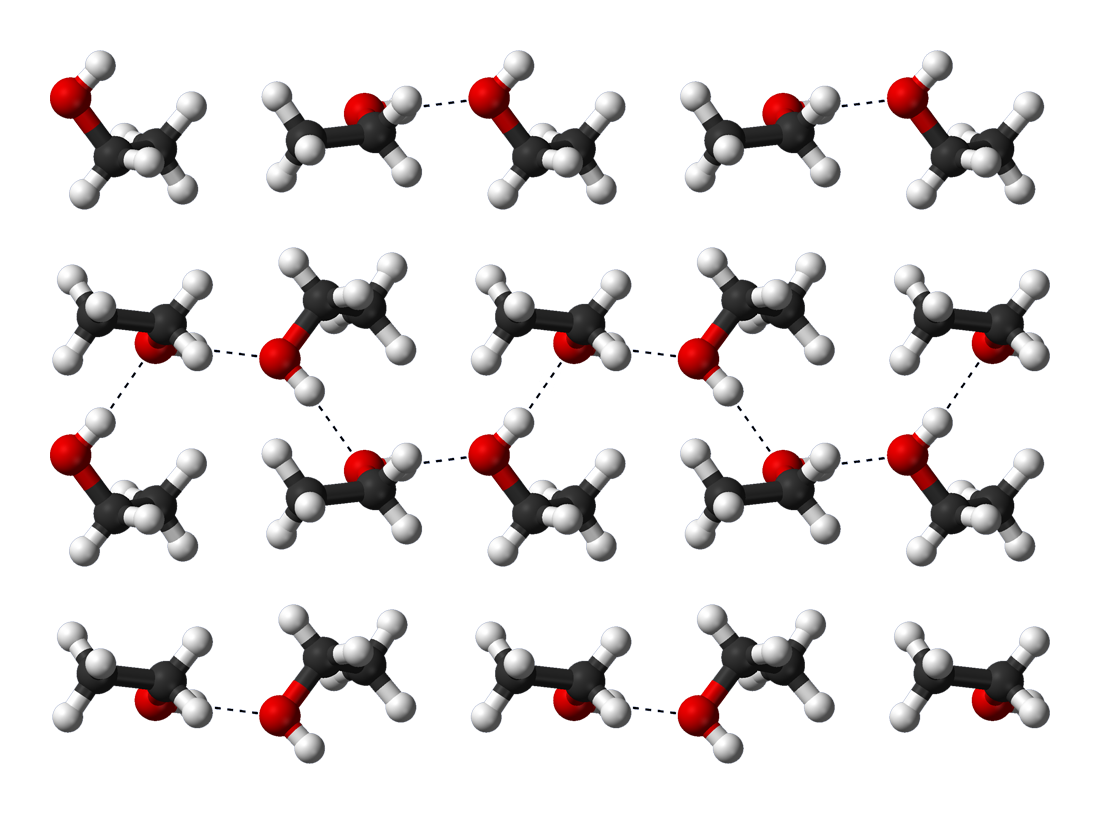
Els enllaços de l'hidrogen en l'etanol en estat sòlid a −186 °C

 La naturalesa polar del grup hidroxil fa possible que l'etanol pugui dissoldre molts compostos iònics, especialment hidròxids de sodi i de potassi, clorur de magnesi, clorur de calci, clorur d'amoni, bromur d'amoni i bromur de sodi. Els clorurs de sodi i potassi són lleugerament solubles en etanol. Com que l'etanol també té una molècula no polar final, també pot dissoldre substàncies no polars, incloent-hi la majoria dels olis essencials, i nombrosos saboritzants, colorants, medicaments i agents.
L'addició d'un petit tant per cent d'etanol a l'aigua redueix de manera dràstica la tensió superficial de l'aigua. Aquesta propietat explica en part el fenomen de les "llàgrimes del vi". Quan el vi es remou en una copa, l'etanol s'evapora ràpidament de la fina capa de vi i va a parar a la paret de vidre. Com el contingut d'etanol del vi disminueix, augmenta la seva tensió superficial i la pel·lícula de gotes llisca pel vidre d'una manera característica.
Mescles d'etanol i aigua que continguin, aproximadament, més del 50% d'etanol, són inflamables i es poden encendre fàcilment. Una estufa d'alcohol s'ha desenvolupat a l'Índia, que funciona amb un 50% de barreja d'etanol i aigua. El grau d'alcohol és una prova àmpliament utilitzada per mesurar la quantitat d'etanol (és a dir, d'alcohol) que la conté la mescla, sovint una beguda alcohòlica. En el segle xviii, la prova es va determinar mitjançant l'addició d'un licor, com el rom, a la pólvora. Si la pólvora pot explotar, es considera "la prova dels 100 graus" i que és un bon licor.
Solucions d'etanol i aigua que contenen menys del 50% d'etanol també poden ser inflamables si la solució és escalfada. Alguns mètodes de cocció en els que s'afegeix vi a una paella calenta, causa un vapor que després es pot encendre per a cremar l'excés d'alcohol.
L'etanol és un poc més refractant que l'aigua, amb un índex de refracció d'1,36242 (a λ = 589,3 nm i 18,35 °C).

## Propietats químiques
Els alcohols poden ser primaris, secundaris o terciaris, en funció del nombre d'àtoms d'hidrogen substituïts en l'àtom de carboni al qual es troba enllaçat el grup hidroxil. L'etanol està classificat com un alcohol primari, la qual cosa significa que el carboni a la que el seu grup hidroxil s'adjunta té almenys dos àtoms d'hidrogen. La química de l'etanol està molt relacionada amb la del seu grup hidroxil.
- Química àcid-base. L'etanol del grup hidroxil fa que la molècula sigui una mica bàsica, tot i que és gairebé neutre com l'aigua. El pH del 100% d'etanol és de 7,33, en comparació amb el 7,00 de l'aigua pura. Quantitativament l'etanol pot ser convertida en la seva base conjugada, l'ió etòxid (CH₃CH₂O−), per una reacció amb metalls alcalins com el sodi:[12]

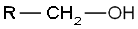
Alcohol primari

2 CH₃CH₂OH + 2 Na → 2 CH₃CH₂ONa + H₂,
O una base molt sòlida, com l'hidrur sòdic:
CH₃CH₂OH + NaH → CH₃CH₂ONa + H₂.
Aquesta reacció no és possible en una solució aquosa, ja que l'aigua és més àcida, de manera que es prefereix l'hidròxid a una formació d'un alcòxid.
- Halogenació. L'etanol reacciona amb halogenurs d'hidrogen per produir haloalcans com el clorur d'etil i el bromur d'etil:

CH₃CH₂OH + HCl → CH₃CH₂Cl + H₂O
La reacció d'àcid clorhídric (HCl) requereix un catalitzador com el clorur de zinc. La reacció del clorur d'hidrogen en presència del respectiu clorur de zinc es coneix com el reactiu o test de Lucas.
CH₃CH₂OH + HBr → CH₃CH₂Br + H₂O
L'àcid bromhídric (HBr) requereix un reflux amb l'àcid sulfúric com a catalitzador.
Els haloalcans etílics també poden ser produïts per la reacció d'etanol amb agents halogenants més especialitzats, com el clorur de tionil per a la preparació del clorur d'etil, o de fòsfor tribròmid (PBr₃) per a la preparació de bromur d'etil.
CH₃CH₂OH + SOCl₂ → CH₃CH₂Cl + SO₂ + HCl
- Haloform. La reacció haloforma és una reacció química on un haloform (CHX3, on X és un halogen) és produït per l'exhaustiva halogenació d'un metil cetona (una molècula que conté un grup R-CO-CH3) en presència d'una base.[21]

Molècula en 3D i en rotació
vermell: oxigen; gris: carboni; blanc: hidrogen

- Formació d'èsters. En virtut de les condicions amb catalitzadors àcids, l'etanol reacciona amb àcids carboxílics (RCOOH) per produir èsters d'etil i aigua:

RCOOH + HOCH₂CH₃ → RCOOCH₂CH₃ + H₂O.
En aquesta reacció, per produir rendiments útils, cal eliminar l'aigua que apareix com a producte. L'etanol també pot formar èsters amb àcids inorgànics. El dietil sulfat i el fosfat trietil, preparat respectivament per la reacció d'etanol amb àcid fosfòric i amb àcid sulfúric, són útils com a agents en la síntesi orgànica. El nitrit d'etil, preparat a partir de la reacció d'etanol amb nitrit de sodi i àcid sulfúric, havia estat àmpliament utilitzat com a diürètic.
- Deshidratació. Àcids fort que són dessecants, com l'àcid sulfúric, causa la deshidratació de l'etanol, sigui per formar èter dietílic o etilè:

2 CH₃CH₂OH → CH₃CH₂OCH₂CH₃ + H₂O (a 120'C)
CH₃CH₂OH → H₂C=CH₂ + H₂O (a 180'C)
El producte que predomina, l'èter dietílic o etilè, depèn de la precisió de les condicions de reacció.
- Oxidació. L'etanol pot ser oxidat a acetaldehid, i a més s'oxida a àcid acètic. En el cos humà, aquestes són reaccions d'oxidació catalitzades per enzims. En el laboratori, l'oxidació d'etanol a àcid acètic es realitzen mitjançant solucions aquoses d'agents oxidants forts, com ara l'àcid cròmic o el permanganat de potassi, i és difícil aturar la reacció en acetaldehid quan és a ple rendiment. L'etanol pot ser oxidat a acetaldehid, sense passar per l'oxidació a àcid acètic, fent-lo reaccionar amb el clorocromat de piridini.[20] L'oxidació directa d'etanol a àcid acètic fent servir àcid cròmic, s'indica a continuació:

C₂H₅OH + 2 [O] → CH₃COOH + H₂O
El producte d'oxidació de l'etanol, l'àcid acètic, al cos humà es consumeix com a nutrients en forma d'acetil CoA, on el grup acetil es pot fer servir com a font d'energia o utilitzar-se per a la biosíntesi.
- Cloració. Quan s'exposa al clor, l'etanol s'oxida i el seu carboni alfa és clorat per a formar un compost, el cloral.

4 Cl₂ + C₂H₅OH → CCl₃CHO + 5HCl
- Combustió. La combustió d'etanol forma diòxid de carboni i aigua:

C₂H₅OH(g) + 3 O₂(g) → 2 CO₂(g) + 3 H₂O(l);

## Aplicacions i ús industrial
A part de les seves finalitats culinàries, l'etanol s'utilitza àmpliament en molts sectors industrials. És un bon dissolvent, pot utilitzar-se com a anticongelant, s'empra com a combustible. Es diu aleshores alcohol de cremar: a aquest alcohol se li solen afegir compostos com la piridina o el metanol, que impedeixen el seu ús com aliment, ja que l'alcohol per a consum sol dur impostos especials. En alguns països, en comptes d'etanol s'utilitza metanol com alcohol de cremar. La indústria química l'utilitza com compost de partida en la síntesi de diversos productes, com l'acetat d'etil (un dissolvent per a coles, pintures, etc.), l'èter dietílic, etc. També s'aprofiten les seves propietats desinfectants.
L'etanol com combustible es diu també gasohol o alconafta. Dues barreges comunes són I10 i I85, que contenen l'etanol al 10% i al 85%, respectivament. S'utilitza com afegit per a oxigenar la gasolina estàndard, com reemplaçament per al metil terc-butil èter que és responsable d'una considerable contaminació del sòl i de l'aigua subterrània. També pot utilitzar-se com en les cel·les de combustible.
A Brasil s'afegeix etanol a la gasolina per a reduir les necessitats d'importació de petroli. Aquesta última aplicació s'estén també cada vegada més en altres països per a complir amb el protocol de Kyoto. Aquest bio-etanol que s'obté del sucre o del midó en collites de blat de moro i canya de sucre, es perfila com un recurs energètic potencialment sostenible que podria oferir avantatges mediambientals i econòmiques a llarg termini en contraposició als combustibles fòssils. Aquesta solució està controvertida, per què la cultura extensiva de sucre i blat de moro podria amenaçar les selves verges i l'aprovisionament alimentari. Hauria sigut també una de les causes de l'escassesa alimentària i l'augment dels preus que va començar el 2007.
A més, l'eficàcia energètica encara és baixa: la quantitat d'energia necessària per a produir bio-etanol és considerable amb els mètodes actuals. Per aquesta raó i per la penúria de terres cultivables, no és factible substituir enterament el consum actual de combustibles fòssils.

### Com a combustible
| Contingut energètic d'alguns combustibles en comparació amb l'etanol: | Contingut energètic d'alguns combustibles en comparació amb l'etanol: | Contingut energètic d'alguns combustibles en comparació amb l'etanol: | Contingut energètic d'alguns combustibles en comparació amb l'etanol: |
| Tipus de combustible                                                  | MJ/L                                                                  | MJ/kg                                                                 | Índex d'octà                                                          |
| --------------------------------------------------------------------- | --------------------------------------------------------------------- | --------------------------------------------------------------------- | --------------------------------------------------------------------- |
| Llenya seca (20% d'humitat)                                           |                                                                       | ~19,5                                                                 |                                                                       |
| Metanol                                                               | 17,9                                                                  | 19,9                                                                  | 123                                                                   |
| Etanol (combustible)                                                  | 23.5                                                                  | 31,1                                                                  | 129                                                                   |
| E85 (85% etanol, 15% benzina)                                         | 25,2                                                                  | 33,2                                                                  | 105                                                                   |
| Gas natural liquat                                                    | 25,3                                                                  | ~55                                                                   |                                                                       |
| Autogas (GLP) (60% Propà + 40% Butà)                                  | 26,8                                                                  | 50,0                                                                  |                                                                       |
| Benzina d'aviació (gasolina d'octà elevat)                            | 33,5                                                                  | 46,8                                                                  |                                                                       |
| Gasohol (90% gasolina + 10% etanol)                                   | 33,7                                                                  | 47,1                                                                  | 93/94                                                                 |
| Benzina regular                                                       | 34,8                                                                  | 44,4                                                                  | min. 91                                                               |
| Benzina Premium                                                       |                                                                       |                                                                       | max. 95                                                               |
| Dièsel                                                                | 38,6                                                                  | 45,4                                                                  | 25                                                                    |
| Carbó                                                                 | 50                                                                    | 23                                                                    |                                                                       |

L'ús més important de l'etanol és com a combustible per a motors de combustió interna, sia com a combustible únic, o bé barrejat amb gasolina, en molt diferents proporcions, a vegades amb funcions d'additiu. Brasil té la major indústria nacional d'etanol per a combustible. L'altre gran productor mundial són els EUA, si bé el Brasil obté l'etanol de la canya de sucre, mentre els EUA l'obtenen del blat de moro. La benzina venuda al Brasil conté almenys el 25% d'etanol anhidre. L'etanol hidratat (al voltant del 95% d'etanol i un 5% d'aigua) pot ser utilitzat com a combustible en més del 90% dels cotxes nous venuts al país. La producció d'etanol brasiler és elogiat per l'alta capacitat de retenció de carboni de les plantacions de canya de sucre, per la qual cosa és una opció real per a combatre el canvi climàtic.
Henry Ford va dissenyar el primer automòbil produït en sèrie, el famós Model T de Ford, per córrer amb anhidre pur d'alcohol (etanol); va arribar a dir que era "el combustible del futur". Actualment als EUA, l'etanol 100% pur no està reconegut com a combustible per als vehicles de motor. Cal destacar que afegit a la benzina, l'etanol redueix les emissions de compostos orgànics volàtils i les d'hidrocarburs; també redueix les emissions cancerígenes de benzè i butadiè i les de partícules de combustió de la benzina.
L'etanol de combustió en un motor de combustió interna i el rendiment de molts dels productes de la combustió incompleta produïda per la benzina i significativament major quantitat de formaldehid i les espècies afins, com l'acetaldehid. Això porta a una significativament major reactivitat fotoquímica que genera molt més l'ozó troposfèric. Aquestes dades s'han reunit en l'Informe de Combustibles Nets comparació de les emissions de combustibles, i mostra que l'etanol genera escapament 2,14 vegades més ozó igual que la benzina d'escapament. Quan això s'afegeix al costum "contaminació localitzada Index (LPI)" de Combustibles Nets L'Informe de la contaminació local, és a dir, el que contribueix al smog, és d'1,7 en una escala on la benzina és d'1,0 i un nombre més gran significa una major contaminació. Aquesta qüestió ha estat formalitzada pel Consell de Recursos atmosfèrics de Califòrnia el 2008 mitjançant el reconeixement de normes de control per Formaldehid com un grup de control de les emissions molt més convencionals com el NOx i gasos orgànics reactius (ROGs).
Abans de la injecció electrònica de combustible (EFI) i computat de gestió del motor, menor contingut d'energia d'etanol necessària per ser motor de carburadors rejetted per permetre un major volum de combustible es barregi amb l'aire d'admissió. EFI és capaç de compensar activament diferents densitats d'energia de combustible mitjançant la supervisió del contingut d'oxigen dels gasos d'escapament. Tanmateix, un motor de gasolina estàndard EFI normalment només pot tolerar fins a un 10% d'etanol i 90% benzina. Més altes ràtios d'etanol requereixen major volum dels injectors de combustible o un augment de la pressió de combustible ferroviari per lliurar el major volum de líquid necessari per a la igualtat del contingut d'energia de la benzina pura.

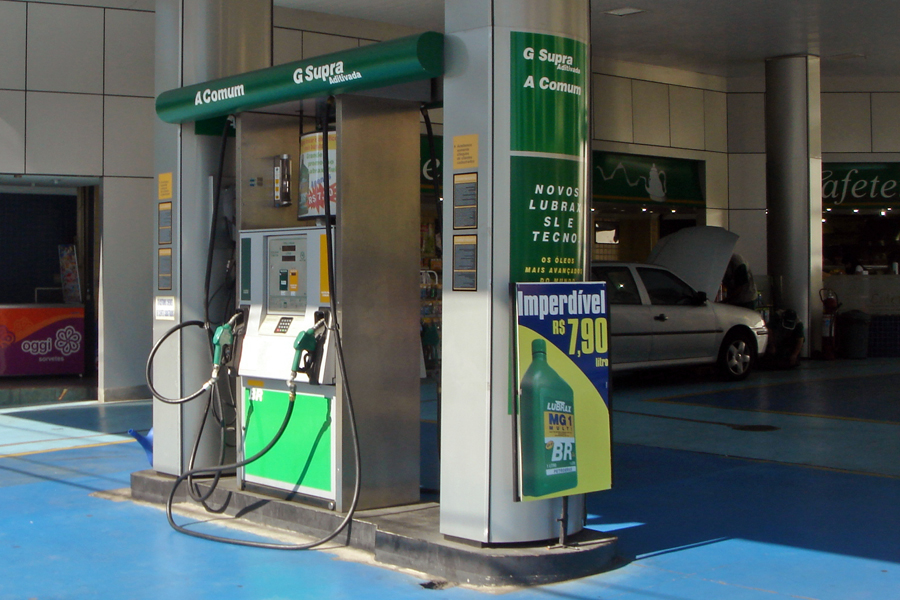
Estació de bombament d'etanol a Sao Paulo, el Brasil, on el combustible està disponible comercialment.

La producció mundial d'etanol el 2006 va ser de 51 gigalitres (1,3 × 1010 gal EUA), amb el 69% de l'oferta mundial procedent del Brasil i els Estats Units. Més del 20% dels cotxes brasilers són capaços d'utilitzar el 100% d'etanol com combustible, que inclou només els motors d'etanol i els motors de combustible flexible. motors de combustible flexible al Brasil es pot treballar amb totes les d'etanol, tota la benzina o qualsevol barreja d'ambdós. Als EUA, els vehicles de combustible flexible pot funcionar en el 0% i el 85% d'etanol (15% benzina), ja que les mescles d'etanol inicial no estan encara permesos. Brasil dona suport a aquesta població la crema d'etanol dels automòbils amb gran infraestructura nacional que produeix etanol a partir de la canya de sucre conreada a escala nacional. Canya de sucre no només té una major concentració de sacarosa de blat de moro (aproximadament un 30%), però també és molt més fàcil d'extreure. El bagàs generat pel procés no és llença, sinó que s'utilitza en plantes d'energia com un, sorprenentment eficaç, combustible per a produir electricitat.

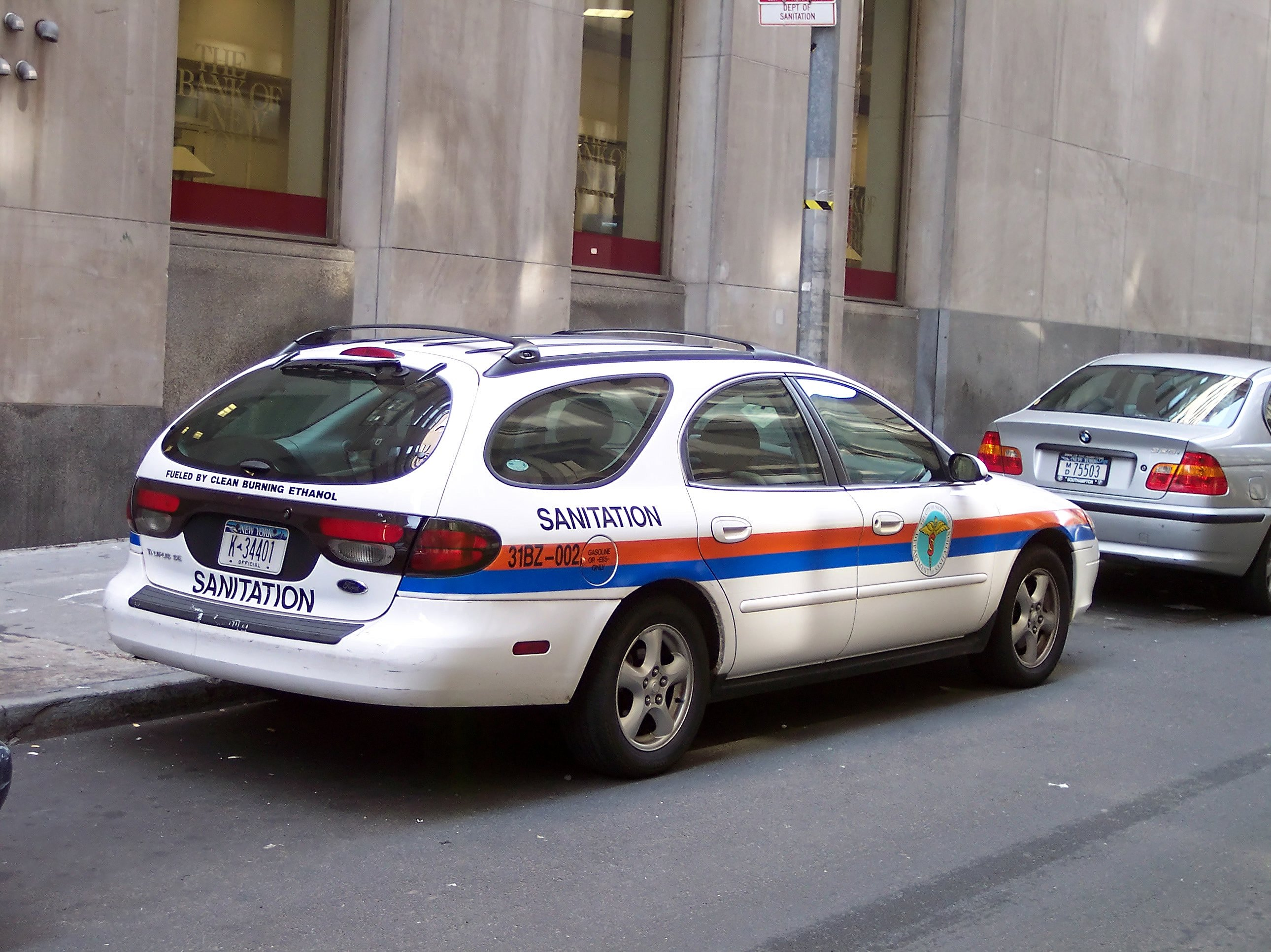
Un Ford Taurus "impulsat per la crema d'etanol net" de propietat de la Ciutat de Nova York.

Els Estats Units la indústria del combustible etanol es basa en gran manera en el blat de moro. Segons l'Associació de Combustibles Renovables, a partir del 30 d'octubre de 2007, 131 de cereals bio-refineries d'etanol als Estats Units tenen la capacitat de produir 7,0 milions de galons dels EUA (26 GL) d'etanol per any. Una construcció de 72 projectes en curs (als EUA) pot afegir 6,4 milions de galons de nova capacitat en els 18 mesos vinents. Amb el temps, es creu que una part substancial dels aproximadament 150 milions de galons per any del mercat de la benzina començarà a ser substituït pel combustible etanol.

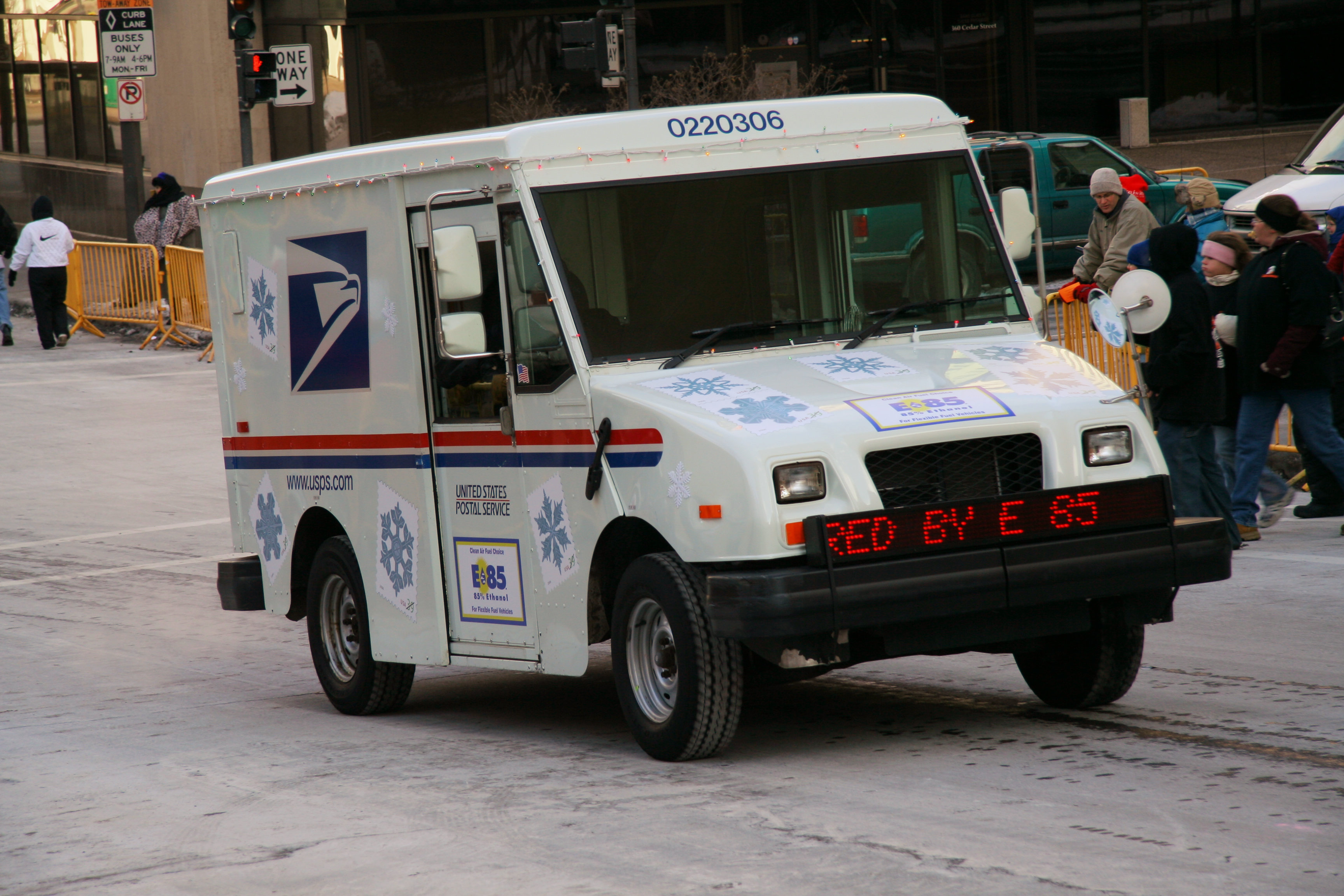
Servei Postal dels Estats Units operant un vehicle amb barreja E85, un "combustible flexible" a Saint Paul, Minnesota.

Govern federal dels EUA dona als productors d'etanol-un 51 per cent galó crèdit fiscal i els mandats que el seu combustible es barreja en la nació dels subministraments de benzina. La Llei de Política Energètica de 2005 requereix que 4 mil milions de galons de "combustibles renovables" el 2006 i aquest requisit creixerà a una producció anual de 7,5 mil milions de galons per a l'any 2012. En els Estats Units, l'etanol és barrejat amb més freqüència com la gasolina un 10% de mescla d'etanol anomenat "alconafta". Aquesta barreja és àmpliament venut a tots els EUA Medi Oest, i en les ciutats requerides per la Llei d'Aire Net de 1990 per oxigenar la gasolina durant l'hivern. L'etanol i l'isobutè també són matèries primeres per etil ter-butil èter (ETBE), un oxigenada additiu antidetonante. L'ús d'etanol fa ETBE parcialment un biocombustible, sinó també més cars que els semblants additiu metil ter-butil èter (MTBE), a partir de metanol i isobutè.
L'etanol també s'utilitza com a combustible per cuinar i la il·luminació. A l'Índia, estufes i làmpades d'etanol s'ha desenvolupat que pot funcionar en un 50% en pes de barreja d'etanol / aigua. Aquesta barreja (Hooch o licor il·lícit) és fàcil de destil·lar, segura de manejar i l'ús de 100% d'etanol, poden ser produïts per petits productors locals, i utilitza menys energia en la seva producció.

### Alimentació de combustible front a debat
Es discuteix si l'etanol de blat de moro com a combustible d'automoció es tradueix en un guany net d'energia o pèrdua. Com es va informar a "El balanç d'energia d'etanol de blat de moro: una actualització", l'energia retornada a l'energia invertida (EROEI) per l'etanol fet de blat de moro als EUA és 1,34 (que produeix 34% més d'energia que es necessita per produir). Entrada d'energia inclou els fertilitzants a base de gas natural, maquinària agrícola, transformació de blat de moro o altres materials, i transport. No obstant això, altres investigadors informen que la producció d'etanol consumeix més energia que produeix. En comparació, l'etanol de canya de sucre EROEI se situa al voltant del 8 (que els rendiments de cada 8 joules utilitzats per produir). Les investigacions recents suggereixen que els cultius de cel·lulosa com switchgrass proporcionar una millor xarxa de producció d'energia que el blat de moro, la producció de més de cinc vegades més que el total d'energia utilitzada per produir els cultius i convertir-lo en combustible. Si es confirma aquesta investigació, cel·lulòsiques cultius més probable és que desplaçar el blat de moro com a principal cultiu per a la producció de combustible bioetanol.
Michael Grünwald informe que una persona pot ser alimentada durant un any "amb el blat de moro necessari per omplir una SUV amb etanol combustible". Així mateix, informa que encara que "hiperbolizada com un combustible ecològic, l'etanol augmenta l'escalfament global, destrueix els boscos i s'infla els preus dels aliments ". Ecologistes, ramaders, de les subvencions i els opositors diuen que l'augment de la producció d'etanol no complirà els objectius d'energia i pot danyar el medi ambient, al mateix temps, causant a tot el món que els preus dels aliments es disparin. Algunes de les subvencions controvertides en el passat han inclòs més de 10 milions de dòlars a Archer-Daniels-Midland a partir de 1980. Els crítics també especulen que, com l'etanol és més àmpliament utilitzat, la modificació de les pràctiques de reg podria augmentar la pressió sobre l'aigua recursos. L'octubre de 2007, 28 grups ecologistes va denunciar la Norma de Combustibles Renovables (RFS), un esforç legislatiu destinat a augmentar la producció d'etanol, i va dir que la mesura "donar lloc a importants danys ambientals i un sistema de producció de biocarburants que no es beneficiaran els agricultors familiars. .. no promoure l'agricultura sostenible i no mitigar el canvi climàtic global."
Articles recents també han culpat subvencionat la producció d'etanol per al gairebé 200% d'augment en els preus de la llet des de l'any 2004, ja que el preu del combustible ha impulsat els costos de conrear, conrear, collir, transportar, refinar, introduir en el mercat, etc., tots els productes inclosos, però no limitat a, la llet, tot i que és discutida per alguns. Els articles també culpen a la presència dels especuladors, i el recent interès creixent en el mercat de productes bàsics per part dels inversors que han estat espantats fora de la caiguda d'un mercat de valors.
La producció d'etanol utilitza el midó de blat de moro, però les restes de proteïna pot ser utilitzat per crear un alt en nutrients i baix cost l'alimentació animal.
El 2007 les Nacions Unides, "expert independent sobre el dret a l'alimentació", va demanar una moratòria de cinc anys sobre la producció de biocarburants a partir de cultius alimentaris, per tal de donar temps per al desenvolupament de fonts no alimentàries. Va demanar recents augments en els costos dels aliments degut a la producció de combustible, com la quadruplicació dels preus de blat de moro en el món d'un any, un creixent "catàstrofe" per als pobres. Al febrer de 2007, es van produir disturbis a Mèxic a causa de la pujada de preu de truites. L'etanol s'ha acreditat com la raó d'aquest augment en els preus dels aliments. La demanda de blat de moro ha tingut un efecte sobre rippling molts productes a base de blat de moro, com truites. Els efectes de l'etanol i l'augment del cost dels aliments també s'han sentit al Pakistan, Indonèsia i Egipte.
El petroli ha tingut històricament un major EROEI que produeix etanol de blat de moro, d'acord amb alguns. No obstant això, l'oli ha de ser refinat en gasolina abans que pugui ser usat per a combustible d'automòbils. Refinació, així com l'exploració i perforació, consumeix energia. La diferència entre l'energia del combustible (producció d'energia) i l'energia necessària per produir (entrada d'energia) sovint s'expressa com un percentatge de l'aportació neta de l'energia i l'energia anomenada guany (o pèrdua). Diversos estudis publicat en 2002 calcula que l'energia neta de guany per l'etanol de blat de moro és d'entre 21 i 34 per cent. La pèrdua d'energia neta d'MTBE és al voltant del 33 per cent. Si s'afegeix a la gasolina, l'etanol pot reemplaçar el MTBE com un agent anti-cop sense enverinament de l'aigua potable com el MTBE no. Al Brasil, on el més ampli i més productors d'etanol experiment es va dur a terme, les millores en les pràctiques agrícoles i la producció d'etanol millora portat a un augment del guany neta d'energia d'etanol de 300% a més del 800% en els últims anys. Cal assenyalar que Brasil produeix etanol de manera més eficient, ja que la seva entrada principal és el sucre de la canya de sucre en lloc dels midons de blat de moro. El consum de les reserves conegudes de petroli és cada vegada major exploració i perforació de petroli el consum d'energia que és la reducció de petroli EROEI (i el balanç d'energia) encara més.
Els opositors al·leguen que la producció d'etanol de blat de moro no es tradueixi en un guany net d'energia o que les conseqüències de la producció d'etanol a gran escala a la indústria alimentària i el medi ambient compensen els possibles beneficis d'etanol. S'ha estimat que "si cada Bushel de blat de moro dels EUA, el blat, l'arròs i la soja es van utilitzar per produir etanol, que només cobreixen al voltant del 4% de les necessitats energètiques dels EUA sobre una base neta." Moltes de les qüestions plantejades podrien probablement serà fixat per ara en el desenvolupament de tècniques que produeixen etanol a partir de residus agrícoles, com el rebuig de paper, "switchgrass", i altres materials, però les previsions d'EIA important dèficit en la producció de biocarburants cel·lulòsics comparació amb objectiu fixat per la norma de combustible renovable.
Els proponents citar els beneficis potencials per a l'economia dels EUA, tant de producció nacional de combustible i augment de la demanda de blat de moro. Els càlculs optimistes que el projecte dels Estats Units és capaç de produir suficient etanol per canviar completament el consum de gasolina. En comparació, el consum d'etanol del Brasil avui cobreix més del 50% de tota l'energia utilitzada pels vehicles en aquest país.
Als Estats Units, de reglamentació i preferencial tractament fiscal dels combustibles d'automoció etanol introdueix complexitats més enllà de la seva economia energètica per si sol. D'automòbils d'Amèrica del Nord en 2006 i 2007 va promoure una barreja d'etanol al 85% i 15% benzina, comercialitzats com E85, i els seus vehicles de combustible flexible, per exemple, Del MM "Viu Verd, Groc Anar campanya. L'aparent motivació és la naturalesa dels EUA Economia Empresarial Mitjana de Combustible (CAFE), les normes, que donen un eficaç rendiment del combustible del 54% de bonificació als vehicles capaços de funcionar en un 85% més de mescles d'alcohol els vehicles no adaptats per a funcionar amb mescles de 85% d'alcohol. A més d'aquest fabricant d'automòbils impulsats per impuls del 85% d'alcohol per a les mescles, els Estats Units l'Agència de Protecció Ambiental té l'autoritat perquè el mandat de percentatges mínims de compostos oxigenats, s'afegeix a la benzina d'automoció bases regionals i de temporada des de 1992 fins al 2006 en un intent de reduir la contaminació atmosfèrica, en particular, l'ozó de baix nivell i l'esmog. En els Estats Units, els incidents de metil terc (LIARY)-butil èter (MTBE), contaminació de les aigües subterrànies han estat registrada en la majoria dels 50 estats, i l'Estat de Califòrnia la prohibició de l'ús del MTBE com additiu de la gasolina ha impulsat l'ús més generalitzat d'etanol com el combustible més comú oxigenats.
Un 7 de febrer de 2008 l'article de Associated Press, va declarar: "L'ús generalitzat d'etanol a partir de blat de moro podria resultar en gairebé el doble d'emissions de gasos d'hivernacle com la substitució de la benzina que s'espera a causa dels canvis d'ús de la terra, va arribar a la conclusió dels investigadors dijous. L'estudi s'oposa a la pressa als biocombustibles com a resposta a l'escalfament global." L'article no té en compte que fins i tot quan es creixen en una indústria, de manera que esgoten el sòl, el blat de moro encara segresta el carboni a través de la seva tija i arrel cullen els teixits, que formen el sòl, mentre que la producció de gasolina no té un component de segrest de carboni en el seu cicle de producció.
Un acre de terra pot produir al voltant de 7.110 lliures (3.225 kg) de blat de moro, que pot ser transformada en 328 galons (1,240.61 litres) d'etanol. Que és d'uns 11,84 kg de blat de moro per galó.
Molt passa per alt en la majoria de les discussions sobre l'etanol de blat de moro són els subproductes de la producció d'etanol. En general, els residus producte de la destil·lació de DDGS de blat de moro, grans de destil·leria, una alimentació rica en proteïnes. La gran majoria de blat de moro produït en els EUA i el món va per alimentar bestiar, però no les persones, que naturalment no pot pair el blat de moro. El principal resultat de blat de moro per a l'alimentació de remugants és una excessiva flatulència (producció de gas metà, un gas amb efecte d'hivernacle), però els mateixos animals poden fàcilment pot digerir DDGS. Des d'aquest punt de vista, tots els de blat de moro destinats a l'alimentació del bestiar que probablement es vagi a destil·lar l'etanol de la collita potencial de combustible al mateix temps que els aliments més nutritius per al bestiar i evitar la contaminació de metà. Sempre que el blat de moro s'utilitza per alimentar el bestiar, els agricultors poden beneficiar d'aquest procés per fer un guany sobre els aliments i el combustible de la mateixa Fanego de blat de moro.
Tanmateix, hi ha partidaris de la transició a l'etanol combustible. El Govern Federal Patrocinat estudi va trobar un galó d'etanol fa gairebé dues vegades més energia que consumeix, mentre que també té el potencial per reduir els gasos amb efecte d'hivernacle en un 54% si els cotxes corrien en etanol en lloc de gasolina.

### Cèl·lules de combustible etanol
L'etanol pot utilitzar com a combustible per alimentar directament piles de combustible d'etanol (DEFC) amb la finalitat de produir electricitat i els productes d'aigua i diòxid de carboni. El platí és utilitzat com un ànode en les piles de combustible, com a fi d'assolir una densitat de potència que és comparable a tecnologies competidores. Fins fa poc, l'alt preu del platí ha estat un cost prohibitiu. Una empresa anomenada Acta nanotecnologia ha creat platí lliure nanoestructurats utilitzant ànodes més comú i menys costós, per tant, els metalls. [67] Un vehicle utilitzant un DEFC i no nanoestructurats ànodes de platí s'utilitza en la Shell Eco-Marathon 2007 per un equip de Offenburg Alemanya, que aconseguit una eficiència de 2.716 quilòmetres per litre (6,388 milles per galó).

### Combustible per a coet
L'etanol s'utilitza com a combustible de coets bipropellant a principis dels vehicles, en relació amb un oxidant com l'oxigen líquid. L'alemany coet V-2 de la Segona Guerra Mundial, acreditat amb començament l'era espacial, utilitza l'etanol, barrejat amb el 25% d'aigua per reduir la temperatura de la cambra de combustió. El V-2 l'equip de disseny dels EUA van ajudar a desenvolupar els coets després de la Segona Guerra Mundial, inclòs l'etanol com a combustible de coets Redstone, que va llançar el primer satèl·lit dels EUA. alcohols general va caure en desús com combustibles més eficients coets van ser desenvolupats.

### Begudes alcohòliques
L'etanol és el principal component psicoactiu de begudes alcohòliques, amb efectes depressors sobre el sistema nerviós central. Compta amb un complex mode d'acció i afecta a múltiples sistemes en el cervell, especialment l'etanol actua com un agonista als receptors GABA. Són similars psicoactius els que també interaccionen amb els receptors GABA, com l'àcid gamma-hidroxibutíric (GHB). L'etanol és metabolitzat pel cos com un proveïdor d'energia de carbohidrats de nutrients, ja que metabolitza en acetil CoA, un intermedi comú amb el metabolisme de la glucosa, que poden ser utilitzats per l'energia en el cicle de l'àcid cítric o de biosíntesi.
Begudes alcohòliques varien considerablement quant al seu contingut d'etanol i en el dels productes alimentaris que es produeixen. La majoria de les begudes alcohòliques poden ser àmpliament classificats com begudes fermentades, begudes fetes per l'acció del llevat amb sucre en els productes alimentaris, begudes destil o com, begudes, la preparació consisteix en la concentració de l'etanol en begudes fermentades de la destil·lació. El contingut d'etanol d'una beguda sol mesurar en termes de la fracció en volum d'etanol en la beguda, expressada en percentatge o en unitats alcohòliques prova.
Begudes fermentades es poden classificar pel producte alimentari a partir de la qual es fermenta. Cerveses es fabriquen a partir de grans de cereals o d'altres materials de midó, sidres i vins dels sucs de fruites, i mel de Meads. Les cultures del món han fet nombroses begudes fermentades a partir d'altres productes alimentaris, i els noms locals i nacionals de diverses begudes fermentades abunden.
Les begudes destil·lades es fan per destil·lació de begudes fermentades. Àmplies categories de begudes destil·lades inclouen whisky, destil·lat de cereals fermentats, el brandi, destil·lada a partir de sucs de fruites fermentades, i el rom, destil·lat de melasses fermentades o suc de canya de sucre. Vodka i licors de gra semblants neutre pot ser destil·lat a partir de qualsevol material fermentat (en gra o les patates són més comuns), que els esperits són tan minuciosament destil·lada que no gust de les matèries primeres segueixen sent. Moltes altres begudes espirituoses i licors són preparats per la infusió de sabors de fruites, herbes, espècies i begudes alcohòliques en. Un exemple és la ginebra tradicional, que és creat per la infusió baies de ginebre en un alcohol de gra neutral.
En uns pocs begudes, l'etanol es concentra per mitjans diferents de la destil·lació. Applejack és tradicionalment realitzats per congelació de la destil·lació, per la qual es congela l'aigua de poma de sidra fermentada, deixant una més rica en etanol líquid darrere. Eisbier (més comunament, eisbock) també és destil·lada per congelació, amb la base de la cervesa com a beguda. Vins són preparats per l'addició de brandi o algun altre licor destil·lat de vi fermentat parcialment. Això mata el llevat i conserva alguns dels de sucre en el suc de raïm; aquestes begudes no només són més rics en etanol, però sovint són més dolça que altres vins.
Begudes alcohòliques a cops a la cuina, no només per la seva inherent sabors, sinó també perquè l'alcohol dissol compostos hidròfobs gust que l'aigua no pot.
Així com la indústria de l'etanol s'utilitza com a matèria primera per a la producció industrial d'àcid acètic, les begudes alcohòliques es realitzen en culinàries/llar vinagre.

### Altres usos
- Matèria primera. L'etanol és un important component industrial i s'ha generalitzat el seu ús com una base química per altres compostos orgànics. Aquests inclouen etílic halogenurs, èsters d'etil, èter, àcid acètic, etil amines i en menor mesura butadiè.
- Antisèptic. L'etanol s'utilitza en medicina i en la majoria de les tovalloletes antibacterianes comú desinfectant de mans gels amb una concentració de voltant de 62% (percentatge en volum, no pes) com un antisèptic. Mata als organismes d'etanol per la desnaturalització de les seves proteïnes i lípids i la seva dissolució és eficaç contra la majoria dels bacteris i fongs, i molts virus (incloent el SRAS),[73] però no és eficaç contra les espores bacterianes.[74]

- Antídot. L'etanol pot usar com un antídot per la intoxicació per altres, més tòxic d'alcohols, en particular, metanol,[75] i l'etilenglicol. L'etanol competeix amb altres alcohols de l'enzim alcohol deshidrogenasa, la prevenció de tòxics en el metabolisme d'aldehids i derivats de l'àcid carboxílics,[76] i els glicols que redueix la tendència a cristal·litzar en els ronyons (que és un dels seus més greus efectes tòxics).

- L'etanol és fàcilment miscible en aigua i és un bon dissolvent. L'etanol és menys polar que l'aigua i s'utilitza en perfums, pintures i tintures.
- L'etanol també s'utilitza en el disseny i dibuix d'art marcadors, com Copic, i Tria.
- L'alcohol també es troba en certs tipus de desodorants.

## Toxicologia
L'etanol pot afectar el sistema nerviós central, provocant estats d'eufòria. Al mateix temps, disminueix els reflexos. Amb concentracions més altes alenteix els moviments, impedeix la coordinació correcta dels membres, etc. Finalment, pot conduir al coma etílic i pot provocar la mort.
La resistència a l'alcohol sembla augmentar en les persones adultes, mentre que els nens són especialment vulnerables. S'han comunicat casos de bebès que van morir per intoxicació deguda a la inhalació de vapors d'etanol després d'haver-los aplicat draps impregnats d'alcohol.
També és un desinfectant. El seu major potencial bactericida s'obté a una concentració d'aproximadament el 70%.
Un mètode de determinar la concentració aproximada d'etanol en la sang aprofita el fet que en els pulmons es forma un equilibri que relaciona aquesta concentració amb la concentració de vapor d'etanol en l'aire expirat. Aquest aire es fa passar per un tub on es troba gel de silici impregnat amb una barreja de dicromat i d'àcid sulfúric. El dicromat, de color vermell ataronjat, oxida l'etanol a acetaldehid i és reduït, al seu torn, a crom (III), de color verd. La longitud de la zona que ha canviat de color indica la quantitat d'etanol present en l'aire si se'n fa passar un determinat volum pel tub.